# Валентина Атанасова
Валентина Атанасова е съвременна българска поетеса.

## Биография
Родена е на 1 октомври 1951 г. в с. Николаево, Плевенско. Майка ѝ е поетесата Пенка Иванова Атанасова, която е член на Дружеството на плевенските писатели.
Публикувала е свои литературни творби в сп. „Пламък“, сп. „Читалище“, литературен алманах „Мизия“, алманах „Дружба“ и др. Нейни произведения са включени в двутомната антология на българската женска поезия „Български поетеси“ (Изд. „Еквус-Арт“, 1996).
Член е на Дружеството на плевенските писатели. Работи като библиотекар в читалище „Николай Ракитин“ в Плевен.

## Издадени книги
- „Неотменима среща“ (1991)
- „Натежали тайни“ (1992)
- „Мълчанието на тревите“ (1993)
- „Знамение“ (1997)
- „Проклятието на музите“ (1998)